# Elezioni amministrative in Italia del 2003
Le elezioni amministrative in Italia del 2003 si sono tenute il 25 e 26 maggio (primo turno) e l'8 e 9 giugno (secondo turno).
In Friuli-Venezia Giulia le elezioni si sono tenute l'8 e 9 giugno (primo turno) e il 22 e 23 giugno (secondo turno).

## Elezioni comunali

### Lombardia

#### Brescia
| Candidati                                    | Candidati                                 | Voti                        | %     | Liste                                    | Voti   | %     | Seggi |
| -------------------------------------------- | ----------------------------------------- | --------------------------- | ----- | ---------------------------------------- | ------ | ----- | ----- |
|                                              | Paolo Corsini Accede al ballottaggio      | 54.866                      | 47,14 | Democratici di Sinistra                  | 16.245 | 17,57 | 9     |
| La Margherita                                | Paolo Corsini Accede al ballottaggio      | 54.866                      | 47,14 | 10.172                                   | 11,00  | 6     |       |
| Civica Corsini                               | Paolo Corsini Accede al ballottaggio      | 54.866                      | 47,14 | 9.504                                    | 10,28  | 5     |       |
| Socialisti Democratici Italiani              | Paolo Corsini Accede al ballottaggio      | 54.866                      | 47,14 | 5.094                                    | 5,51   | 3     |       |
| Federazione dei Verdi                        | Paolo Corsini Accede al ballottaggio      | 54.866                      | 47,14 | 1.758                                    | 1,90   | 1     |       |
| Italia dei Valori                            | Paolo Corsini Accede al ballottaggio      | 54.866                      | 47,14 | 1.630                                    | 1,76   | -     |       |
| Partito dei Comunisti Italiani               | Paolo Corsini Accede al ballottaggio      | 54.866                      | 47,14 | 1.299                                    | 1,41   | -     |       |
|                                              | Viviana Beccalossi Accede al ballottaggio | 37.305                      | 32,05 | Forza Italia                             | 11.999 | 12,98 | 5     |
| Alleanza Nazionale                           | Viviana Beccalossi Accede al ballottaggio | 37.305                      | 32,05 | 8.207                                    | 8,88   | 3     |       |
| Liberaldemocratici                           | Viviana Beccalossi Accede al ballottaggio | 37.305                      | 32,05 | 4.081                                    | 4,41   | 1     |       |
| Unione dei Democratici Cristiani e di Centro | Viviana Beccalossi Accede al ballottaggio | 37.305                      | 32,05 | 3.570                                    | 3,86   | 1     |       |
| Nuovo PSI                                    | Viviana Beccalossi Accede al ballottaggio | 37.305                      | 32,05 | 1.288                                    | 1,39   | -     |       |
| Unione Cacciatori Lombardi                   | Viviana Beccalossi Accede al ballottaggio | 37.305                      | 32,05 | 396                                      | 0,43   | -     |       |
| Partito Pensionati                           | Viviana Beccalossi Accede al ballottaggio | 37.305                      | 32,05 | 391                                      | 0,42   | -     |       |
| Seggio al candidato sindaco                  | Seggio al candidato sindaco               | Seggio al candidato sindaco | 32,05 | 1                                        |        |       |       |
|                                              | Cesare Galli                              | 18.990                      | 16,32 | Lega Nord (A)                            | 7.475  | 8,09  | 3     |
| Galli Sindaco (B)                            | Cesare Galli                              | 18.990                      | 16,32 | 2.427                                    | 2,63   | -     |       |
| Lega Padana Lumbardia (C)                    | Cesare Galli                              | 18.990                      | 16,32 | 1.873                                    | 2,03   | -     |       |
| Seggio al candidato sindaco                  | Seggio al candidato sindaco               | Seggio al candidato sindaco | 16,32 | 1                                        |        |       |       |
|                                              | Marco Lombardi                            | 2.775                       | 2,38  | Partito della Rifondazione Comunista     | 3.008  | 3,25  | 1     |
|                                              | Maurizio Sala                             | 1.020                       | 0,88  | Lega per l'Autonomia - Alleanza Lombarda | 431    | 0,47  | -     |
| Lega Pensionati                              | Maurizio Sala                             | 1.020                       | 0,88  | 302                                      | 0,33   | -     |       |
| Difendiamo Brescia                           | Maurizio Sala                             | 1.020                       | 0,88  | 109                                      | 0,12   | -     |       |
|                                              | Francesco Tabladini                       | 582                         | 0,50  | Né con la Sinistra né con la Destra      | 485    | 0,52  | -     |
|                                              | Adriano Bosio                             | 531                         | 0,46  | Fiamma Tricolore                         | 459    | 0,50  | -     |
|                                              | Giulio Arrighini                          | 315                         | 0,27  | Lega Padana Lombardia                    | 241    | 0,26  | -     |
| Totale                                       | Totale                                    | 116.384                     | 100   |                                          | 92.444 | 100   | 40    |

- Le liste contrassegnate con le lettere A, B e C sono apparentate al secondo turno con il candidato sindaco Viviana Beccalossi.

Ballottaggio
| Candidati | Candidati                | Voti    | %      |
| --------- | ------------------------ | ------- | ------ |
|           | Paolo Corsini ✔️ Sindaco | 59.368  | 53,73  |
|           | Viviana Beccalossi       | 51.129  | 46,27  |
| Totale    | Totale                   | 110.497 | 100,00 |

#### Sondrio
| Candidati                                    | Candidati                               | Voti                        | %     | Liste               | Voti   | %     | Seggi |
| -------------------------------------------- | --------------------------------------- | --------------------------- | ----- | ------------------- | ------ | ----- | ----- |
|                                              | Bianca Bianchini Accede al ballottaggio | 6.711                       | 48,79 | Popolari Retici     | 2.024  | 16,50 | 8     |
| Forza Italia                                 | Bianca Bianchini Accede al ballottaggio | 6.711                       | 48,79 | 1.588               | 12,95  | 6     |       |
| Alleanza Nazionale                           | Bianca Bianchini Accede al ballottaggio | 6.711                       | 48,79 | 1.060               | 8,64   | 4     |       |
| Lega Nord                                    | Bianca Bianchini Accede al ballottaggio | 6.711                       | 48,79 | 980                 | 7,99   | 4     |       |
| Unione dei Democratici Cristiani e di Centro | Bianca Bianchini Accede al ballottaggio | 6.711                       | 48,79 | 541                 | 4,41   | 2     |       |
|                                              | Angelo Schena Accede al ballottaggio    | 6.522                       | 47,42 | Sondrio Democratica | 2.743  | 22,37 | 7     |
| La Margherita                                | Angelo Schena Accede al ballottaggio    | 6.522                       | 47,42 | 1.778               | 14,50  | 5     |       |
| Partito della Rifondazione Comunista         | Angelo Schena Accede al ballottaggio    | 6.522                       | 47,42 | 1.255               | 10,23  | 3     |       |
| Seggio al candidato sindaco                  | Seggio al candidato sindaco             | Seggio al candidato sindaco | 47,42 | 1                   |        |       |       |
|                                              | Giuseppe Romualdi                       | 521                         | 3,79  | Forza Nuova         | 295    | 2,41  | -     |
| Totale                                       | Totale                                  | 13.754                      | 100   |                     | 12.264 | 100   | 40    |

Ballottaggio
| Candidati | Candidati                   | Voti   | %      |
| --------- | --------------------------- | ------ | ------ |
|           | Bianca Bianchini ✔️ Sindaco | 6.434  | 50,32  |
|           | Angelo Schena               | 6.351  | 49,68  |
| Totale    | Totale                      | 12.785 | 100,00 |

### Veneto

#### Treviso
| Candidati                             | Candidati                                    | Voti                        | %     | Liste                                        | Voti   | %     | Seggi |
| ------------------------------------- | -------------------------------------------- | --------------------------- | ----- | -------------------------------------------- | ------ | ----- | ----- |
|                                       | Gian Paolo Gobbo Accede al ballottaggio      | 21.637                      | 44,88 | Lega Nord                                    | 14.688 | 37,76 | 21    |
| Forza Marca                           | Gian Paolo Gobbo Accede al ballottaggio      | 21.637                      | 44,88 | 2.228                                        | 5,73   | 3     |       |
|                                       | Maria Luisa Campagner Accede al ballottaggio | 18.274                      | 37,90 | Campagner Sindaco per Treviso                | 4.539  | 11,67 | 4     |
| Democratici di Sinistra               | Maria Luisa Campagner Accede al ballottaggio | 18.274                      | 37,90 | 3.805                                        | 9,78   | 3     |       |
| La Margherita                         | Maria Luisa Campagner Accede al ballottaggio | 18.274                      | 37,90 | 3.508                                        | 9,02   | 3     |       |
| Treviso Aperta e Civile (PRC - Verdi) | Maria Luisa Campagner Accede al ballottaggio | 18.274                      | 37,90 | 1.109                                        | 2,85   | 1     |       |
| Partito dei Comunisti Italiani        | Maria Luisa Campagner Accede al ballottaggio | 18.274                      | 37,90 | 937                                          | 2,41   | -     |       |
| Italia dei Valori                     | Maria Luisa Campagner Accede al ballottaggio | 18.274                      | 37,90 | 706                                          | 1,82   | -     |       |
| Seggio al candidato sindaco           | Seggio al candidato sindaco                  | Seggio al candidato sindaco | 37,90 | 1                                            |        |       |       |
|                                       | Letizia Ortica                               | 5.394                       | 11,19 | Forza Italia                                 | 2.714  | 6,98  | 1     |
| Alleanza Nazionale                    | Letizia Ortica                               | 5.394                       | 11,19 | 1.601                                        | 4,12   | 1     |       |
| Lista per Treviso Ortica Sindaco      | Letizia Ortica                               | 5.394                       | 11,19 | 546                                          | 1,40   | -     |       |
| Seggio al candidato sindaco           | Seggio al candidato sindaco                  | Seggio al candidato sindaco | 11,19 | 1                                            |        |       |       |
|                                       | Arnaldo Compiano                             | 1.570                       | 3,26  | Unione dei Democratici Cristiani e di Centro | 1.431  | 3,68  | 1     |
|                                       | Bruno Cipolla                                | 593                         | 1,23  | Voltare Pagina                               | 457    | 1,17  | -     |
|                                       | Andrea Mescola                               | 345                         | 0,72  | Il Listone di Treviso                        | 287    | 0,74  | -     |
|                                       | Bruno Basso                                  | 274                         | 0,57  | Fiamma Tricolore                             | 231    | 0,59  | -     |
|                                       | Sergio Celin                                 | 129                         | 0,27  | Forza Nuova                                  | 108    | 0,28  | -     |
| Totale                                | Totale                                       | 48.216                      | 100   |                                              | 38.895 | 100   | 40    |

Ballottaggio
| Candidati | Candidati                   | Voti   | %      |
| --------- | --------------------------- | ------ | ------ |
|           | Gian Paolo Gobbo ✔️ Sindaco | 24.249 | 56,10  |
|           | Maria Luisa Campagner       | 18.972 | 43,90  |
| Totale    | Totale                      | 43.221 | 100,00 |

#### Vicenza
| Candidati                                    | Candidati                              | Voti                        | %     | Liste                                  | Voti   | %     | Seggi |
| -------------------------------------------- | -------------------------------------- | --------------------------- | ----- | -------------------------------------- | ------ | ----- | ----- |
|                                              | Enrico Hüllweck Accede al ballottaggio | 26.516                      | 43,25 | Forza Italia                           | 13.483 | 26,16 | 13    |
| Alleanza Nazionale                           | Enrico Hüllweck Accede al ballottaggio | 26.516                      | 43,25 | 5.949                                  | 11,54  | 5     |       |
| Unione dei Democratici Cristiani e di Centro | Enrico Hüllweck Accede al ballottaggio | 26.516                      | 43,25 | 1.955                                  | 3,79   | 1     |       |
| Città Nostra                                 | Enrico Hüllweck Accede al ballottaggio | 26.516                      | 43,25 | 975                                    | 1,89   | -     |       |
|                                              | Vincenzo Riboni Accede al ballottaggio | 20.537                      | 33,50 | Democratici di Sinistra                | 5.997  | 11,64 | 6     |
| La Margherita                                | Vincenzo Riboni Accede al ballottaggio | 20.537                      | 33,50 | 4.856                                  | 9,42   | 4     |       |
| Federazione dei Verdi                        | Vincenzo Riboni Accede al ballottaggio | 20.537                      | 33,50 | 1.321                                  | 2,56   | 1     |       |
| Partito della Rifondazione Comunista         | Vincenzo Riboni Accede al ballottaggio | 20.537                      | 33,50 | 1.266                                  | 2,46   | 1     |       |
| Italia dei Valori                            | Vincenzo Riboni Accede al ballottaggio | 20.537                      | 33,50 | 948                                    | 1,84   | -     |       |
| Partito dei Comunisti Italiani               | Vincenzo Riboni Accede al ballottaggio | 20.537                      | 33,50 | 901                                    | 1,75   | -     |       |
| Unione Democratici per l'Europa              | Vincenzo Riboni Accede al ballottaggio | 20.537                      | 33,50 | 775                                    | 1,50   | -     |       |
| Socialisti Democratici Italiani              | Vincenzo Riboni Accede al ballottaggio | 20.537                      | 33,50 | 629                                    | 1,22   | -     |       |
| Seggio al candidato sindaco                  | Seggio al candidato sindaco            | Seggio al candidato sindaco | 33,50 | 1                                      |        |       |       |
|                                              | Stefano Stefani                        | 5.907                       | 9,63  | Lega Nord (A)                          | 5.312  | 10,31 | 5     |
|                                              | Giovanni Giuliari                      | 4.665                       | 7,61  | Vicenza Capoluogo - Lista Giuliari (B) | 3.847  | 7,46  | 3     |
|                                              | Federico Formisano                     | 1.370                       | 2,23  | Viviamo Vicenza (C)                    | 1.263  | 2,45  | -     |
|                                              | Silvano Giometto                       | 639                         | 1,04  | No Privilegi Politici                  | 527    | 1,02  | -     |
|                                              | Franca Mattiello                       | 572                         | 0,93  | Nuovo PSI (D)                          | 532    | 1,03  | -     |
|                                              | Giancarlo Morando                      | 461                         | 0,75  | Liga Fronte Veneto                     | 431    | 0,84  | -     |
|                                              | Luigi Costa                            | 416                         | 0,68  | Partito Repubblicano Italiano (E)      | 354    | 0,69  | -     |
|                                              | Enzo Trentin                           | 230                         | 0,38  | Diritti dei Cittadini                  | 216    | 0,42  | -     |
| Totale                                       | Totale                                 | 61.313                      | 100   |                                        | 51.537 | 100   | 40    |

- Le liste contrassegnate con le lettere A e D sono apparentate al secondo turno con il candidato sindaco Enrico Hüllweck.

- Le liste contrassegnate con le lettere B, C e E sono apparentate al secondo turno con il candidato sindaco Vincenzo Riboni.

Ballottaggio
| Candidati | Candidati                  | Voti   | %      |
| --------- | -------------------------- | ------ | ------ |
|           | Enrico Hüllweck ✔️ Sindaco | 28.884 | 53,80  |
|           | Vincenzo Riboni            | 24.808 | 46,20  |
| Totale    | Totale                     | 53.692 | 100,00 |

### Friuli-Venezia Giulia

#### Udine
| Candidati                                    | Candidati                   | Voti                        | %     | Liste                                | Voti   | %     | Seggi |
| -------------------------------------------- | --------------------------- | --------------------------- | ----- | ------------------------------------ | ------ | ----- | ----- |
|                                              | Sergio Cecotti ✔️ Sindaco   | 30.142                      | 54,37 | Convergenza per Cecotti              | 7.091  | 16,24 | 8     |
| Sinistra per il Friuli                       | Sergio Cecotti ✔️ Sindaco   | 30.142                      | 54,37 | 6.699                                | 15,35  | 8     |       |
| Insieme per Udine                            | Sergio Cecotti ✔️ Sindaco   | 30.142                      | 54,37 | 3.830                                | 8,77   | 4     |       |
| Cittadini per il Sindaco                     | Sergio Cecotti ✔️ Sindaco   | 30.142                      | 54,37 | 3.115                                | 7,14   | 3     |       |
| La Colomba                                   | Sergio Cecotti ✔️ Sindaco   | 30.142                      | 54,37 | 1.306                                | 2,99   | 1     |       |
|                                              | Daniele Franz               | 18.036                      | 32,53 | Forza Italia                         | 7.126  | 16,32 | 6     |
| Alleanza Nazionale                           | Daniele Franz               | 18.036                      | 32,53 | 5.211                                | 11,94  | 5     |       |
| Unione dei Democratici Cristiani e di Centro | Daniele Franz               | 18.036                      | 32,53 | 1.957                                | 4,48   | 1     |       |
| Impegno per la Città                         | Daniele Franz               | 18.036                      | 32,53 | 1.144                                | 2,62   | 1     |       |
| Seggio al candidato sindaco                  | Seggio al candidato sindaco | Seggio al candidato sindaco | 32,53 | 1                                    |        |       |       |
|                                              | Maurizio Franz              | 2.549                       | 4,60  | Lega Nord                            | 1.629  | 3,73  | -     |
| Movimento Friuli                             | Maurizio Franz              | 2.549                       | 4,60  | 313                                  | 0,72   | -     |       |
| Seggio al candidato sindaco                  | Seggio al candidato sindaco | Seggio al candidato sindaco | 4,60  | 1                                    |        |       |       |
|                                              | Alessandro Misdariis        | 1.493                       | 2,69  | Partito della Rifondazione Comunista | 1.430  | 3,28  | 1     |
|                                              | Diego Volpe Pasini          | 1.337                       | 2,41  | SOS Italia                           | 1.088  | 2,49  | -     |
|                                              | Danilo Bertoli              | 761                         | 1,37  | Unione Democratici per l'Europa      | 695    | 1,59  | -     |
|                                              | Paolo Fontanelli            | 618                         | 1,11  | Partito dei Comunisti Italiani       | 552    | 1,26  | -     |
|                                              | Valentino Roiatti           | 507                         | 0,91  | Italia dei Valori                    | 466    | 1,07  | -     |
| Totale                                       | Totale                      | 55.443                      |       |                                      | 43.652 |       | 40    |

Fonti: Candidati - Liste - Seggi

### Toscana

#### Massa
| Candidati                       | Candidati                           | Voti                        | %     | Liste                                        | Voti   | %     | Seggi |
| ------------------------------- | ----------------------------------- | --------------------------- | ----- | -------------------------------------------- | ------ | ----- | ----- |
|                                 | Fabrizio Neri ✔️ Sindaco            | 28.087                      | 64,18 | La Margherita                                | 10.998 | 26,66 | 12    |
| Democratici di Sinistra         | Fabrizio Neri ✔️ Sindaco            | 28.087                      | 64,18 | 9.775                                        | 23,70  | 11    |       |
| Socialisti Democratici Italiani | Fabrizio Neri ✔️ Sindaco            | 28.087                      | 64,18 | 2.508                                        | 6,08   | 2     |       |
| Partito Repubblicano Italiano   | Fabrizio Neri ✔️ Sindaco            | 28.087                      | 64,18 | 1.976                                        | 4,79   | 2     |       |
| Partito dei Comunisti Italiani  | Fabrizio Neri ✔️ Sindaco            | 28.087                      | 64,18 | 987                                          | 2,39   | 1     |       |
| Federazione dei Verdi           | Fabrizio Neri ✔️ Sindaco            | 28.087                      | 64,18 | 854                                          | 2,07   | 1     |       |
| Italia dei Valori - UDEUR       | Fabrizio Neri ✔️ Sindaco            | 28.087                      | 64,18 | 703                                          | 1,70   | -     |       |
|                                 | Gerardo Ciarleglio                  | 7.545                       | 17,24 | Forza Italia                                 | 3.286  | 7,97  | 3     |
| Alleanza Nazionale              | Gerardo Ciarleglio                  | 7.545                       | 17,24 | 3.133                                        | 7,60   | 3     |       |
| Nuovo PSI                       | Gerardo Ciarleglio                  | 7.545                       | 17,24 | 604                                          | 1,46   | -     |       |
| Seggio al candidato sindaco     | Seggio al candidato sindaco         | Seggio al candidato sindaco | 17,24 | 1                                            |        |       |       |
|                                 | Martina Nardi                       | 2.374                       | 5,42  | Partito della Rifondazione Comunista         | 2.346  | 5,69  | 2     |
|                                 | Luigi Della Pina                    | 2.028                       | 4,63  | Unione dei Democratici Cristiani e di Centro | 1.693  | 4,10  | 1     |
|                                 | Anselmo Menchetti                   | 1.504                       | 3,44  | Socialisti Autonomisti                       | 1.249  | 3,03  | 1     |
|                                 | Elia Pegollo                        | 1.313                       | 3,00  | Città del Sole                               | 486    | 1,18  | -     |
|                                 | Pier Luigi Bordigoni                | 455                         | 1,04  | Partito Democratico Cristiano                | 315    | 0,76  | -     |
|                                 | Achille Augusto Capulzini Cremonini | 310                         | 0,71  | Lega Nord                                    | 230    | 0,56  | -     |
|                                 | Pietro De Trovato                   | 147                         | 0,34  | Partito Pensionati                           | 104    | 0,25  | -     |
| Totale                          | Totale                              | 43.763                      |       |                                              | 41.247 |       | 40    |

#### Pisa
| Candidati                                    | Candidati                   | Voti                        | %     | Liste                                | Voti   | %     | Seggi |
| -------------------------------------------- | --------------------------- | --------------------------- | ----- | ------------------------------------ | ------ | ----- | ----- |
|                                              | Paolo Fontanelli ✔️ Sindaco | 30.196                      | 57,67 | Democratici di Sinistra              | 14.047 | 29,46 | 14    |
| La Margherita                                | Paolo Fontanelli ✔️ Sindaco | 30.196                      | 57,67 | 5.360                                | 11,24  | 5     |       |
| Per Pisa                                     | Paolo Fontanelli ✔️ Sindaco | 30.196                      | 57,67 | 1.899                                | 3,98   | 2     |       |
| Partito dei Comunisti Italiani               | Paolo Fontanelli ✔️ Sindaco | 30.196                      | 57,67 | 1.713                                | 3,59   | 1     |       |
| Lista Civile                                 | Paolo Fontanelli ✔️ Sindaco | 30.196                      | 57,67 | 1.396                                | 2,93   | 1     |       |
| Socialisti Democratici Italiani - UDEUR      | Paolo Fontanelli ✔️ Sindaco | 30.196                      | 57,67 | 1.187                                | 2,49   | 1     |       |
| Federazione dei Verdi                        | Paolo Fontanelli ✔️ Sindaco | 30.196                      | 57,67 | 889                                  | 1,86   | -     |       |
| Italia dei Valori                            | Paolo Fontanelli ✔️ Sindaco | 30.196                      | 57,67 | 504                                  | 1,06   | -     |       |
|                                              | Michele Mezzanotte          | 17.677                      | 33,76 | Forza Italia                         | 6.484  | 13,60 | 5     |
| Alleanza Nazionale                           | Michele Mezzanotte          | 17.677                      | 33,76 | 5.469                                | 11,47  | 5     |       |
| Patto per Pisa                               | Michele Mezzanotte          | 17.677                      | 33,76 | 2.347                                | 4,92   | 2     |       |
| Unione dei Democratici Cristiani e di Centro | Michele Mezzanotte          | 17.677                      | 33,76 | 1.484                                | 3,11   | 1     |       |
| Radicali Antiproibizionisti                  | Michele Mezzanotte          | 17.677                      | 33,76 | 413                                  | 0,87   | -     |       |
| Lega Nord                                    | Michele Mezzanotte          | 17.677                      | 33,76 | 124                                  | 0,26   | -     |       |
| Seggio al candidato sindaco                  | Seggio al candidato sindaco | Seggio al candidato sindaco | 33,76 | 1                                    |        |       |       |
|                                              | Roberta Fantozzi            | 3.124                       | 5,97  | Partito della Rifondazione Comunista | 3.204  | 6,72  | 2     |
|                                              | Laura Sbrana                | 1.137                       | 2,17  | Città dei Diritti                    | 965    | 2,02  | -     |
|                                              | Simona Baschiera            | 226                         | 0,43  | Partito Pensionati                   | 194    | 0,41  | -     |
| Totale                                       | Totale                      | 52.360                      |       |                                      | 47.679 |       | 40    |

### Abruzzo

#### Pescara
| Candidati                                    | Candidati                                | Voti                        | %     | Liste                    | Voti   | %     | Seggi |
| -------------------------------------------- | ---------------------------------------- | --------------------------- | ----- | ------------------------ | ------ | ----- | ----- |
|                                              | Carlo Masci Accede al ballottaggio       | 39.312                      | 48,11 | Forza Italia             | 12.112 | 16,29 | 7     |
| Alleanza Nazionale                           | Carlo Masci Accede al ballottaggio       | 39.312                      | 48,11 | 10.873                   | 14,62  | 6     |       |
| Pescara Futura                               | Carlo Masci Accede al ballottaggio       | 39.312                      | 48,11 | 5.485                    | 7,38   | 3     |       |
| Unione dei Democratici Cristiani e di Centro | Carlo Masci Accede al ballottaggio       | 39.312                      | 48,11 | 5.300                    | 7,13   | 3     |       |
| Partito Democratico Cristiano                | Carlo Masci Accede al ballottaggio       | 39.312                      | 48,11 | 1.701                    | 2,29   | -     |       |
| Cattolici Democratici                        | Carlo Masci Accede al ballottaggio       | 39.312                      | 48,11 | 1.635                    | 2,20   | -     |       |
| Fiamma Tricolore                             | Carlo Masci Accede al ballottaggio       | 39.312                      | 48,11 | 488                      | 0,66   | -     |       |
| Alternativa Femminile                        | Carlo Masci Accede al ballottaggio       | 39.312                      | 48,11 | 88                       | 0,12   | -     |       |
| Seggio al candidato sindaco                  | Seggio al candidato sindaco              | Seggio al candidato sindaco | 48,11 | 1                        |        |       |       |
|                                              | Luciano D'Alfonso Accede al ballottaggio | 38.534                      | 47,16 | Democratici di Sinistra  | 10.436 | 14,03 | 7     |
| La Margherita                                | Luciano D'Alfonso Accede al ballottaggio | 38.534                      | 47,16 | 9.337                    | 12,56  | 6     |       |
| Partito della Rifondazione Comunista         | Luciano D'Alfonso Accede al ballottaggio | 38.534                      | 47,16 | 3.445                    | 4,63   | 2     |       |
| Italia dei Valori                            | Luciano D'Alfonso Accede al ballottaggio | 38.534                      | 47,16 | 3.429                    | 4,61   | 2     |       |
| Socialisti Democratici Italiani              | Luciano D'Alfonso Accede al ballottaggio | 38.534                      | 47,16 | 2.390                    | 3,21   | 1     |       |
| Unione Democratici per l'Europa              | Luciano D'Alfonso Accede al ballottaggio | 38.534                      | 47,16 | 945                      | 1,27   | -     |       |
| Federazione dei Verdi                        | Luciano D'Alfonso Accede al ballottaggio | 38.534                      | 47,16 | 911                      | 1,22   | -     |       |
| Pescara Amica                                | Luciano D'Alfonso Accede al ballottaggio | 38.534                      | 47,16 | 895                      | 1,20   | -     |       |
| Partito dei Comunisti Italiani               | Luciano D'Alfonso Accede al ballottaggio | 38.534                      | 47,16 | 784                      | 1,05   | -     |       |
|                                              | Gianni Teodoro                           | 2.421                       | 2,96  | Civica Teodoro (A)       | 2.764  | 3,72  | 2     |
|                                              | Giorgio D'Amico                          | 911                         | 1,11  | Nuovo PSI (B)            | 991    | 1,33  | -     |
|                                              | Fabrizio Bosio                           | 381                         | 0,47  | Fronte Sociale Nazionale | 269    | 0,36  | -     |
|                                              | Lorenzo Valloreja                        | 149                         | 0,18  | Semper Fidelis Luci (C)  | 90     | 0,12  | -     |
| Totale                                       | Totale                                   | 81.708                      |       |                          | 74.368 |       | 40    |

- Le liste contrassegnate con le lettere A, B e C sono apparentate al secondo turno con il candidato sindaco Luciano D'Alfonso.

Ballottaggio
| Candidati | Candidati                    | Voti   | %      |
| --------- | ---------------------------- | ------ | ------ |
|           | Luciano D'Alfonso ✔️ Sindaco | 41.570 | 53,48  |
|           | Carlo Masci                  | 36.154 | 46,52  |
| Totale    | Totale                       | 77.724 | 100,00 |

### Sicilia

#### Messina
| Candidati                                    | Candidati                    | Voti    | %     | Liste            | Voti    | %     | Seggi |
| -------------------------------------------- | ---------------------------- | ------- | ----- | ---------------- | ------- | ----- | ----- |
|                                              | Giuseppe Buzzanca ✔️ Sindaco | 77.529  | 53,91 | Forza Italia     | 27.691  | 20,10 | 9     |
| Unione dei Democratici Cristiani e di Centro | Giuseppe Buzzanca ✔️ Sindaco | 77.529  | 53,91 | 23.460           | 17,02   | 7     |       |
| Alleanza Nazionale                           | Giuseppe Buzzanca ✔️ Sindaco | 77.529  | 53,91 | 20.494           | 14,87   | 6     |       |
| Nuova Sicilia                                | Giuseppe Buzzanca ✔️ Sindaco | 77.529  | 53,91 | 6.828            | 4,96    | 2     |       |
| Nuovo PSI                                    | Giuseppe Buzzanca ✔️ Sindaco | 77.529  | 53,91 | 4.871            | 3,53    | 1     |       |
| Partito Repubblicano Italiano                | Giuseppe Buzzanca ✔️ Sindaco | 77.529  | 53,91 | 3.183            | 2,31    | 1     |       |
| Patto per la Sicilia                         | Giuseppe Buzzanca ✔️ Sindaco | 77.529  | 53,91 | 3.000            | 2,18    | 1     |       |
| Partito Democratico Cristiano                | Giuseppe Buzzanca ✔️ Sindaco | 77.529  | 53,91 | 1.607            | 1,17    | -     |       |
|                                              | Antonio Saitta               | 63.430  | 44,10 | La Margherita    | 17.478  | 12,68 | 6     |
| Democratici di Sinistra                      | Antonio Saitta               | 63.430  | 44,10 | 8.785            | 6,38    | 3     |       |
| Vince Messina                                | Antonio Saitta               | 63.430  | 44,10 | 8.083            | 5,87    | 3     |       |
| Unione Democratici per l'Europa              | Antonio Saitta               | 63.430  | 44,10 | 3.310            | 2,40    | 1     |       |
| Partito della Rifondazione Comunista         | Antonio Saitta               | 63.430  | 44,10 | 2.026            | 1,47    | -     |       |
| Primavera Siciliana                          | Antonio Saitta               | 63.430  | 44,10 | 2.006            | 1,46    | -     |       |
| Federazione dei Verdi                        | Antonio Saitta               | 63.430  | 44,10 | 1.599            | 1,16    | -     |       |
| Socialisti Democratici Italiani              | Antonio Saitta               | 63.430  | 44,10 | 1.245            | 0,90    | -     |       |
| Partito dei Comunisti Italiani               | Antonio Saitta               | 63.430  | 44,10 | 859              | 0,62    | -     |       |
|                                              | Antonino Ragusa              | 1.727   | 1,20  | Forza Nuova      | 675     | 0,49  | -     |
|                                              | Lorenzo Reitano              | 1.135   | 0,79  | Fiamma Tricolore | 598     | 0,43  | -     |
| Totale                                       | Totale                       | 143.821 | 100   |                  | 137.798 | 100   | 40    |

#### Ragusa
| Candidati                                    | Candidati                                | Voti   | %     | Liste                             | Voti   | %     | Seggi |
| -------------------------------------------- | ---------------------------------------- | ------ | ----- | --------------------------------- | ------ | ----- | ----- |
|                                              | Antonino Solarino Accede al ballottaggio | 21.952 | 49,40 | Democratici di Sinistra           | 6.061  | 14,56 | 6     |
| La Margherita                                | Antonino Solarino Accede al ballottaggio | 21.952 | 49,40 | 4.809                             | 11,55  | 4     |       |
| Movimento Democratico                        | Antonino Solarino Accede al ballottaggio | 21.952 | 49,40 | 2.297                             | 5,52   | 2     |       |
| Progetto Ragusa                              | Antonino Solarino Accede al ballottaggio | 21.952 | 49,40 | 1.506                             | 3,62   | 1     |       |
| Socialisti Democratici Italiani              | Antonino Solarino Accede al ballottaggio | 21.952 | 49,40 | 975                               | 2,34   | 1     |       |
| Partito della Rifondazione Comunista         | Antonino Solarino Accede al ballottaggio | 21.952 | 49,40 | 954                               | 2,29   | -     |       |
| Socialisti Iblei                             | Antonino Solarino Accede al ballottaggio | 21.952 | 49,40 | 789                               | 1,89   | -     |       |
| Italia dei Valori                            | Antonino Solarino Accede al ballottaggio | 21.952 | 49,40 | 432                               | 1,04   | -     |       |
| Federazione dei Verdi                        | Antonino Solarino Accede al ballottaggio | 21.952 | 49,40 | 425                               | 1,02   | -     |       |
| Partito dei Comunisti Italiani               | Antonino Solarino Accede al ballottaggio | 21.952 | 49,40 | 318                               | 0,76   | -     |       |
|                                              | Domenico Arezzo Accede al ballottaggio   | 20.277 | 45,63 | Forza Italia                      | 7.293  | 17,51 | 6     |
| Unione dei Democratici Cristiani e di Centro | Domenico Arezzo Accede al ballottaggio   | 20.277 | 45,63 | 6.213                             | 14,92  | 5     |       |
| Alleanza Nazionale                           | Domenico Arezzo Accede al ballottaggio   | 20.277 | 45,63 | 5.339                             | 12,82  | 4     |       |
| Ragusa Soprattutto                           | Domenico Arezzo Accede al ballottaggio   | 20.277 | 45,63 | 1.146                             | 2,75   | 1     |       |
| Azzurri                                      | Domenico Arezzo Accede al ballottaggio   | 20.277 | 45,63 | 525                               | 1,26   | -     |       |
| Nuovo PSI                                    | Domenico Arezzo Accede al ballottaggio   | 20.277 | 45,63 | 383                               | 0,92   | -     |       |
|                                              | Antonio Di Paola                         | 1.286  | 2,89  | Terra Nostra (A)                  | 758    | 1,82  | -     |
| Unione Democratici per l'Europa (B)          | Antonio Di Paola                         | 1.286  | 2,89  | 434                               | 1,04   | -     |       |
|                                              | Giuseppe Angelica                        | 485    | 1,09  | Nuova Sicilia (C)                 | 501    | 1,20  | -     |
|                                              | Biagio Calvo                             | 441    | 0,99  | Partito Repubblicano Italiano (D) | 481    | 1,16  | -     |
| Totale                                       | Totale                                   | 44.441 |       |                                   | 41.639 |       | 30    |

- Le liste contrassegnate con le lettere A e B sono apparentate al secondo turno con il candidato sindaco Antonino Solarino.

- Le liste contrassegnate con le lettere C e D sono apparentate al secondo turno con il candidato sindaco Domenico Arezzo.

Ballottaggio
| Candidati | Candidati                    | Voti   | %      |
| --------- | ---------------------------- | ------ | ------ |
|           | Antonino Solarino ✔️ Sindaco | 23.136 | 54,23  |
|           | Domenico Arezzo              | 19.525 | 45,77  |
| Totale    | Totale                       |        | 100,00 |

## Elezioni provinciali
Sono di seguito indicati i risultati ufficiosi, parzialmente diversi da quelli ufficiali divulgati, salvo che per le province siciliane, dallo stesso ministero dell'interno.

### Toscana

#### Provincia di Massa-Carrara
| Candidati                                    | Candidati                      | Voti                           | %     | Liste                                | Voti   | %     | Seggi |
| -------------------------------------------- | ------------------------------ | ------------------------------ | ----- | ------------------------------------ | ------ | ----- | ----- |
|                                              | Osvaldo Angeli ✔️ Presidente   | 59.305                         | 55,11 | Democratici di Sinistra              | 21.813 | 22,34 | 7     |
| La Margherita                                | Osvaldo Angeli ✔️ Presidente   | 59.305                         | 55,11 | 16.930                               | 17,34  | 5     |       |
| Socialisti Democratici Italiani              | Osvaldo Angeli ✔️ Presidente   | 59.305                         | 55,11 | 7.182                                | 7,36   | 2     |       |
| Partito Repubblicano Italiano                | Osvaldo Angeli ✔️ Presidente   | 59.305                         | 55,11 | 3.089                                | 3,16   | -     |       |
| Partito dei Comunisti Italiani               | Osvaldo Angeli ✔️ Presidente   | 59.305                         | 55,11 | 2.828                                | 2,90   | -     |       |
| Italia dei Valori                            | Osvaldo Angeli ✔️ Presidente   | 59.305                         | 55,11 | 2.065                                | 2,12   | -     |       |
| Federazione dei Verdi                        | Osvaldo Angeli ✔️ Presidente   | 59.305                         | 55,11 | 1.777                                | 1,82   | -     |       |
|                                              | Lucio Barani                   | 37.476                         | 34,82 | Forza Italia                         | 11.197 | 11,47 | 3     |
| Alleanza Nazionale                           | Lucio Barani                   | 37.476                         | 34,82 | 8.490                                | 8,70   | 2     |       |
| Nuovo PSI                                    | Lucio Barani                   | 37.476                         | 34,82 | 6.274                                | 6,43   | 1     |       |
| Unione dei Democratici Cristiani e di Centro | Lucio Barani                   | 37.476                         | 34,82 | 4.013                                | 4,11   | 1     |       |
| Lega Nord                                    | Lucio Barani                   | 37.476                         | 34,82 | 1.301                                | 1,33   | -     |       |
| Partito Democratico Cristiano                | Lucio Barani                   | 37.476                         | 34,82 | 405                                  | 0,41   | -     |       |
| Seggio al candidato presidente               | Seggio al candidato presidente | Seggio al candidato presidente | 34,82 | 1                                    |        |       |       |
|                                              | Matteo Bartolini               | 9.135                          | 8,49  | Partito della Rifondazione Comunista | 8.733  | 8,94  | 2     |
|                                              | Roberto De Angeli              | 1.701                          | 1,58  | Socialisti Autonomisti               | 1.537  | 1,57  | -     |
| Totale                                       | Totale                         | 107.617                        |       |                                      | 97.634 |       | 24    |

Fonti: Candidati - Liste

### Lazio

#### Provincia di Roma
| Candidati                                    | Candidati                      | Voti                           | %     | Liste                    | Voti      | %     | Seggi |
| -------------------------------------------- | ------------------------------ | ------------------------------ | ----- | ------------------------ | --------- | ----- | ----- |
|                                              | Enrico Gasbarra ✔️ Presidente  | 969.830                        | 53,33 | Democratici di Sinistra  | 371.841   | 23,35 | 15    |
| La Margherita                                | Enrico Gasbarra ✔️ Presidente  | 969.830                        | 53,33 | 134.609                  | 8,45      | 5     |       |
| Partito della Rifondazione Comunista         | Enrico Gasbarra ✔️ Presidente  | 969.830                        | 53,33 | 98.595                   | 6,19      | 3     |       |
| Federazione dei Verdi                        | Enrico Gasbarra ✔️ Presidente  | 969.830                        | 53,33 | 48.202                   | 3,03      | 1     |       |
| Partito dei Comunisti Italiani               | Enrico Gasbarra ✔️ Presidente  | 969.830                        | 53,33 | 45.490                   | 2,86      | 1     |       |
| Socialisti Democratici Italiani              | Enrico Gasbarra ✔️ Presidente  | 969.830                        | 53,33 | 34.896                   | 2,19      | 1     |       |
| Italia dei Valori                            | Enrico Gasbarra ✔️ Presidente  | 969.830                        | 53,33 | 29.800                   | 1,87      | 1     |       |
| Unione Democratici per l'Europa              | Enrico Gasbarra ✔️ Presidente  | 969.830                        | 53,33 | 22.551                   | 1,42      | -     |       |
| Lista civica                                 | Enrico Gasbarra ✔️ Presidente  | 969.830                        | 53,33 | 16.976                   | 1,07      | -     |       |
| Repubblicani Europei                         | Enrico Gasbarra ✔️ Presidente  | 969.830                        | 53,33 | 5.186                    | 0,33      | -     |       |
|                                              | Silvano Moffa                  | 796.360                        | 43,79 | Alleanza Nazionale       | 287.078   | 18,03 | 8     |
| Forza Italia                                 | Silvano Moffa                  | 796.360                        | 43,79 | 234.386                  | 14,72     | 6     |       |
| Unione dei Democratici Cristiani e di Centro | Silvano Moffa                  | 796.360                        | 43,79 | 99.732                   | 6,26      | 2     |       |
| Lista Moffa                                  | Silvano Moffa                  | 796.360                        | 43,79 | 35.580                   | 2,23      | 1     |       |
| Nuovo PSI                                    | Silvano Moffa                  | 796.360                        | 43,79 | 21.193                   | 1,33      | -     |       |
| Forza Roma                                   | Silvano Moffa                  | 796.360                        | 43,79 | 12.615                   | 0,79      | -     |       |
| Giovani per Moffa                            | Silvano Moffa                  | 796.360                        | 43,79 | 10.629                   | 0,67      | -     |       |
| Partito Repubblicano Italiano                | Silvano Moffa                  | 796.360                        | 43,79 | 9.237                    | 0,58      | -     |       |
| Verdi Federalisti                            | Silvano Moffa                  | 796.360                        | 43,79 | 6.461                    | 0,41      | -     |       |
| Avanti Lazio                                 | Silvano Moffa                  | 796.360                        | 43,79 | 5.699                    | 0,36      | -     |       |
| Pensionati e Invalidi                        | Silvano Moffa                  | 796.360                        | 43,79 | 3.503                    | 0,22      | -     |       |
| Cristiani Democratici Europei                | Silvano Moffa                  | 796.360                        | 43,79 | 2.964                    | 0,19      | -     |       |
| Movimento Nazionale Monarchico               | Silvano Moffa                  | 796.360                        | 43,79 | 2.277                    | 0,14      | -     |       |
| Liberaldemocrazia Moderna                    | Silvano Moffa                  | 796.360                        | 43,79 | 1.560                    | 0,10      | -     |       |
| Democrazia Attiva                            | Silvano Moffa                  | 796.360                        | 43,79 | 1.460                    | 0,09      | -     |       |
| Seggio al candidato presidente               | Seggio al candidato presidente | Seggio al candidato presidente | 43,79 | 1                        |           |       |       |
|                                              | Adriano Tilgher                | 13.403                         | 0,74  | Fronte Sociale Nazionale | 12.472    | 0,78  | -     |
|                                              | Luca Romagnoli                 | 10.312                         | 0,57  | Fiamma Tricolore         | 10.128    | 0,64  | -     |
|                                              | Norberto Natali                | 8.535                          | 0,47  | Iniziativa Comunista     | 8.238     | 0,52  | -     |
|                                              | Roberto De Santis              | 8.248                          | 0,45  | Verdi Verdi              | 7.698     | 0,48  | -     |
|                                              | Agostino Sanfratello           | 5.848                          | 0,32  | Forza Nuova              | 5.588     | 0,35  | -     |
|                                              | Stefano Scartozzi              | 2.846                          | 0,16  | Democrazia Diretta       | 2.683     | 0,17  | -     |
|                                              | Maurizio Saracini              | 1.688                          | 0,09  | Italia dei Cittadini     | 1.613     | 0,10  | -     |
|                                              | Cristiano Chiesa Bini          | 1.519                          | 0,08  | Partito Umanista         | 1.436     | 0,09  | -     |
| Totale                                       | Totale                         | 1.818.589                      |       |                          | 1.592.376 |       | 45    |

Fonti: Candidati - Liste

### Campania

#### Provincia di Benevento
| Candidati                                    | Candidati                      | Voti                           | %     | Liste                           | Voti    | %     | Seggi |
| -------------------------------------------- | ------------------------------ | ------------------------------ | ----- | ------------------------------- | ------- | ----- | ----- |
|                                              | Carmine Nardone ✔️ Presidente  | 134.051                        | 73,58 | Unione Democratici per l'Europa | 30.812  | 17,13 | 5     |
| Democratici di Sinistra                      | Carmine Nardone ✔️ Presidente  | 134.051                        | 73,58 | 23.015                          | 12,79   | 4     |       |
| La Margherita                                | Carmine Nardone ✔️ Presidente  | 134.051                        | 73,58 | 21.666                          | 12,04   | 3     |       |
| Unione Democratica per Mastella              | Carmine Nardone ✔️ Presidente  | 134.051                        | 73,58 | 14.546                          | 8,09    | 2     |       |
| Alleanza Riformista                          | Carmine Nardone ✔️ Presidente  | 134.051                        | 73,58 | 12.046                          | 6,70    | 2     |       |
| Democratici Popolari                         | Carmine Nardone ✔️ Presidente  | 134.051                        | 73,58 | 10.575                          | 5,88    | 1     |       |
| Socialisti Democratici Italiani              | Carmine Nardone ✔️ Presidente  | 134.051                        | 73,58 | 8.678                           | 4,82    | 1     |       |
| Partito dei Comunisti Italiani               | Carmine Nardone ✔️ Presidente  | 134.051                        | 73,58 | 3.895                           | 2,17    | -     |       |
| Partito della Rifondazione Comunista         | Carmine Nardone ✔️ Presidente  | 134.051                        | 73,58 | 3.448                           | 1,92    | -     |       |
| Italia dei Valori                            | Carmine Nardone ✔️ Presidente  | 134.051                        | 73,58 | 2.759                           | 1,53    | -     |       |
| Federazione dei Verdi                        | Carmine Nardone ✔️ Presidente  | 134.051                        | 73,58 | 1.055                           | 0,59    | -     |       |
|                                              | Michele Feleppa                | 47.363                         | 26,00 | Forza Italia                    | 15.549  | 8,64  | 2     |
| Alleanza Nazionale                           | Michele Feleppa                | 47.363                         | 26,00 | 11.513                          | 6,40    | 1     |       |
| Unione dei Democratici Cristiani e di Centro | Michele Feleppa                | 47.363                         | 26,00 | 9.827                           | 5,46    | 1     |       |
| Casa delle Libertà                           | Michele Feleppa                | 47.363                         | 26,00 | 6.761                           | 3,76    | 1     |       |
| Realtà Sannita                               | Michele Feleppa                | 47.363                         | 26,00 | 1.842                           | 1,02    | -     |       |
| Nuovo PSI                                    | Michele Feleppa                | 47.363                         | 26,00 | 1.213                           | 0,67    | -     |       |
| Seggio al candidato presidente               | Seggio al candidato presidente | Seggio al candidato presidente | 26,00 | 1                               |         |       |       |
|                                              | Massimo Contini                | 767                            | 0,42  | Pace                            | 701     | 0,39  | -     |
| Totale                                       | Totale                         | 182.181                        |       |                                 | 179.901 |       | 24    |

Fonti: Candidati - Liste

### Puglia

#### Provincia di Foggia
| Candidati                                    | Candidati                      | Voti                           | %     | Liste                   | Voti    | %     | Seggi |
| -------------------------------------------- | ------------------------------ | ------------------------------ | ----- | ----------------------- | ------- | ----- | ----- |
|                                              | Carmine Stallone ✔️ Presidente | 196.605                        | 59,22 | Democratici di Sinistra | 63.606  | 19,51 | 8     |
| La Margherita                                | Carmine Stallone ✔️ Presidente | 196.605                        | 59,22 | 35.139                  | 10,78   | 4     |       |
| Socialisti Democratici Italiani              | Carmine Stallone ✔️ Presidente | 196.605                        | 59,22 | 29.522                  | 9,05    | 3     |       |
| Unione Democratici per l'Europa              | Carmine Stallone ✔️ Presidente | 196.605                        | 59,22 | 15.827                  | 4,85    | 1     |       |
| Stallone Presidente                          | Carmine Stallone ✔️ Presidente | 196.605                        | 59,22 | 15.262                  | 4,68    | 1     |       |
| Partito della Rifondazione Comunista         | Carmine Stallone ✔️ Presidente | 196.605                        | 59,22 | 14.026                  | 4,30    | 1     |       |
| Italia dei Valori                            | Carmine Stallone ✔️ Presidente | 196.605                        | 59,22 | 7.812                   | 2,40    | -     |       |
| Partito dei Comunisti Italiani               | Carmine Stallone ✔️ Presidente | 196.605                        | 59,22 | 6.315                   | 1,94    | -     |       |
| Federazione dei Verdi                        | Carmine Stallone ✔️ Presidente | 196.605                        | 59,22 | 5.518                   | 1,69    | -     |       |
|                                              | Paolo Agostinacchio            | 132.747                        | 39,99 | Forza Italia            | 53.071  | 16,28 | 5     |
| Alleanza Nazionale                           | Paolo Agostinacchio            | 132.747                        | 39,99 | 35.649                  | 10,93   | 3     |       |
| Unione dei Democratici Cristiani e di Centro | Paolo Agostinacchio            | 132.747                        | 39,99 | 30.793                  | 9,44    | 2     |       |
| Nuovo PSI                                    | Paolo Agostinacchio            | 132.747                        | 39,99 | 10.962                  | 3,36    | 1     |       |
| Seggio al candidato presidente               | Seggio al candidato presidente | Seggio al candidato presidente | 39,99 | 1                       |         |       |       |
|                                              | Antonio Gervasio               | 2.638                          | 0,79  | Fiamma Tricolore        | 2.529   | 0,78  | -     |
| Totale                                       | Totale                         | 331.990                        |       |                         | 326.031 |       | 30    |

Fonti: Candidati - Liste

### Sicilia

#### Provincia di Agrigento
| Candidati                            | Candidati                      | Voti    | %     | Liste                                        | Voti    | %     | Seggi |
| ------------------------------------ | ------------------------------ | ------- | ----- | -------------------------------------------- | ------- | ----- | ----- |
|                                      | Vincenzo Fontana ✔️ Presidente | 141.650 | 56,39 | Unione dei Democratici Cristiani e di Centro | 53.962  | 21,89 | 8     |
| Forza Italia                         | Vincenzo Fontana ✔️ Presidente | 141.650 | 56,39 | 35.456                                       | 14,38   | 5     |       |
| Alleanza Nazionale                   | Vincenzo Fontana ✔️ Presidente | 141.650 | 56,39 | 24.894                                       | 10,10   | 4     |       |
| Nuovo PSI                            | Vincenzo Fontana ✔️ Presidente | 141.650 | 56,39 | 16.381                                       | 6,65    | 2     |       |
| Nuova Sicilia                        | Vincenzo Fontana ✔️ Presidente | 141.650 | 56,39 | 9.897                                        | 4,02    | 1     |       |
| Liberalsocialisti                    | Vincenzo Fontana ✔️ Presidente | 141.650 | 56,39 | 6.128                                        | 2,49    | 1     |       |
| Patto per la Sicilia                 | Vincenzo Fontana ✔️ Presidente | 141.650 | 56,39 | 4.813                                        | 1,95    | 1     |       |
|                                      | Luigi Birritteri               | 97.018  | 38,62 | Democratici di Sinistra                      | 28.948  | 11,74 | 4     |
| La Margherita                        | Luigi Birritteri               | 97.018  | 38,62 | 16.083                                       | 6,52    | 2     |       |
| Unione Democratici per l'Europa      | Luigi Birritteri               | 97.018  | 38,62 | 14.117                                       | 5,73    | 2     |       |
| Lista Birritteri                     | Luigi Birritteri               | 97.018  | 38,62 | 8.263                                        | 3,35    | 1     |       |
| Socialisti Democratici Italiani      | Luigi Birritteri               | 97.018  | 38,62 | 7.347                                        | 2,98    | 1     |       |
| Partito della Rifondazione Comunista | Luigi Birritteri               | 97.018  | 38,62 | 4.890                                        | 1,98    | 1     |       |
| Italia dei Valori                    | Luigi Birritteri               | 97.018  | 38,62 | 3.420                                        | 1,39    | 1     |       |
| Federazione dei Verdi                | Luigi Birritteri               | 97.018  | 38,62 | 2.031                                        | 0,82    | -     |       |
| Partito dei Comunisti Italiani       | Luigi Birritteri               | 97.018  | 38,62 | 1.674                                        | 0,68    | -     |       |
|                                      | Giuseppe Catania               | 5.978   | 2,38  | Partito Repubblicano Italiano                | 4.409   | 1,79  | 1     |
|                                      | Giuseppe Cammalleri            | 3.630   | 1,45  | Fiamma Tricolore                             | 2.344   | 0,95  | -     |
|                                      | Pietro Ciulla                  | 2.907   | 1,16  | Lavoro Sviluppo Solidarietà                  | 1.428   | 0,58  | -     |
| Totale                               | Totale                         | 251.183 | 100   |                                              | 246.485 | 100   | 35    |

Fonti: Candidati - Liste

#### Provincia di Caltanissetta
| Candidati                                    | Candidati                                | Voti    | %     | Liste                          | Voti    | %     | Seggi |
| -------------------------------------------- | ---------------------------------------- | ------- | ----- | ------------------------------ | ------- | ----- | ----- |
|                                              | Filippo Collura Accede al ballottaggio   | 70.877  | 47,97 | La Margherita                  | 22.606  | 15,81 | 5     |
| Democratici di Sinistra                      | Filippo Collura Accede al ballottaggio   | 70.877  | 47,97 | 20.122                         | 14,07   | 4     |       |
| Unione Democratici per l'Europa              | Filippo Collura Accede al ballottaggio   | 70.877  | 47,97 | 8.104                          | 5,67    | 2     |       |
| Partito dei Comunisti Italiani               | Filippo Collura Accede al ballottaggio   | 70.877  | 47,97 | 6.860                          | 4,80    | 1     |       |
| Socialisti Democratici Italiani              | Filippo Collura Accede al ballottaggio   | 70.877  | 47,97 | 5.147                          | 3,60    | 1     |       |
| Partito della Rifondazione Comunista         | Filippo Collura Accede al ballottaggio   | 70.877  | 47,97 | 3.423                          | 2,39    | 1     |       |
| Italia dei Valori                            | Filippo Collura Accede al ballottaggio   | 70.877  | 47,97 | 2.267                          | 1,59    | -     |       |
|                                              | Massimo Dell'Utri Accede al ballottaggio | 66.630  | 45,09 | Forza Italia                   | 21.690  | 15,17 | 3     |
| Unione dei Democratici Cristiani e di Centro | Massimo Dell'Utri Accede al ballottaggio | 66.630  | 45,09 | 17.702                         | 12,38   | 3     |       |
| Nuova Sicilia                                | Massimo Dell'Utri Accede al ballottaggio | 66.630  | 45,09 | 14.165                         | 9,91    | 2     |       |
| Alleanza Nazionale                           | Massimo Dell'Utri Accede al ballottaggio | 66.630  | 45,09 | 11.211                         | 7,84    | 2     |       |
| Nuovo PSI                                    | Massimo Dell'Utri Accede al ballottaggio | 66.630  | 45,09 | 3.174                          | 2,22    | -     |       |
| Partito Democratico Cristiano                | Massimo Dell'Utri Accede al ballottaggio | 66.630  | 45,09 | 801                            | 0,56    | -     |       |
| Patto per la Sicilia                         | Massimo Dell'Utri Accede al ballottaggio | 66.630  | 45,09 | 623                            | 0,44    | -     |       |
|                                              | Pietro Salvatore Lo Nigro                | 4.909   | 3,32  | Liberalsocialisti (A)          | 3.104   | 2,17  | 1     |
|                                              | Francesco Mario Musto                    | 2.492   | 1,69  | Fiamma Tricolore (B)           | 917     | 0,64  | -     |
|                                              | Giuseppe Aiello                          | 1.930   | 1,31  | I Siciliani - Lega Sud Ausonia | 710     | 0,50  | -     |
|                                              | Vincenzo D'Ovidio                        | 929     | 0,63  | Movimento Italiano (C)         | 367     | 0,26  | -     |
| Totale                                       | Totale                                   | 147.767 | 100   |                                | 143.002 | 100   | 25    |

- La lista contrassegnata con la lettera A è apparentata al secondo turno con il candidato presidente Filippo Collura.

- Le liste contrassegnate con le lettere B e C sono apparentate al secondo turno con il candidato presidente Massimo Dell'Utri.

Ballottaggio
| Candidati | Candidati                     | Voti   | %      |
| --------- | ----------------------------- | ------ | ------ |
|           | Filippo Collura ✔️ Presidente | 69.635 | 57,46  |
|           | Massimo Dell'Utri             | 51.547 | 42,54  |
| Totale    | Totale                        |        | 100,00 |

Fonti: Primo turno, candidati - Liste - Secondo turno - Seggi

#### Provincia di Catania
| Candidati                                    | Candidati                       | Voti    | %     | Liste                                               | Voti    | %     | Seggi |
| -------------------------------------------- | ------------------------------- | ------- | ----- | --------------------------------------------------- | ------- | ----- | ----- |
|                                              | Raffaele Lombardo ✔️ Presidente | 359.332 | 64,94 | Forza Italia                                        | 99.765  | 19,34 | 9     |
| Unione dei Democratici Cristiani e di Centro | Raffaele Lombardo ✔️ Presidente | 359.332 | 64,94 | 96.508                                              | 18,71   | 8     |       |
| Alleanza Nazionale                           | Raffaele Lombardo ✔️ Presidente | 359.332 | 64,94 | 65.656                                              | 12,73   | 6     |       |
| Nuova Sicilia                                | Raffaele Lombardo ✔️ Presidente | 359.332 | 64,94 | 28.507                                              | 5,53    | 2     |       |
| Nuovo PSI                                    | Raffaele Lombardo ✔️ Presidente | 359.332 | 64,94 | 17.040                                              | 3,30    | 1     |       |
| Unione Democratici per l'Europa              | Raffaele Lombardo ✔️ Presidente | 359.332 | 64,94 | 13.450                                              | 2,61    | 1     |       |
| Partito Democratico Cristiano                | Raffaele Lombardo ✔️ Presidente | 359.332 | 64,94 | 9.816                                               | 1,90    | 1     |       |
| Partito Liberale                             | Raffaele Lombardo ✔️ Presidente | 359.332 | 64,94 | 6.887                                               | 1,33    | 1     |       |
| I Laici                                      | Raffaele Lombardo ✔️ Presidente | 359.332 | 64,94 | 6.698                                               | 1,30    | 1     |       |
| Patto per la Sicilia                         | Raffaele Lombardo ✔️ Presidente | 359.332 | 64,94 | 5.906                                               | 1,14    | 1     |       |
| Partito Repubblicano Italiano                | Raffaele Lombardo ✔️ Presidente | 359.332 | 64,94 | 5.743                                               | 1,11    | -     |       |
| Partito Democratico Cristiano                | Raffaele Lombardo ✔️ Presidente | 359.332 | 64,94 | 3.102                                               | 0,60    | -     |       |
|                                              | Claudio Fava                    | 173.178 | 31,30 | Democratici di Sinistra                             | 54.324  | 10,53 | 5     |
| La Margherita                                | Claudio Fava                    | 173.178 | 31,30 | 48.865                                              | 9,47    | 4     |       |
| Partito della Rifondazione Comunista         | Claudio Fava                    | 173.178 | 31,30 | 15.021                                              | 2,91    | 1     |       |
| La Provincia che Vogliamo                    | Claudio Fava                    | 173.178 | 31,30 | 8.957                                               | 1,74    | 1     |       |
| Partito dei Comunisti Italiani               | Claudio Fava                    | 173.178 | 31,30 | 6.935                                               | 1,34    | 1     |       |
| Federazione dei Verdi                        | Claudio Fava                    | 173.178 | 31,30 | 5.394                                               | 1,05    | -     |       |
|                                              | Antonio Condorelli              | 9.706   | 1,75  | Fiamma Tricolore                                    | 8.198   | 1,59  | 1     |
|                                              | Gennaro Santuzza                | 6.886   | 1,24  | Socialisti Democratici Italiani - Liberalsocialisti | 5.925   | 1,15  | 1     |
|                                              | Giuseppe Bonanno Conti          | 4.187   | 0,76  | Forza Nuova                                         | 3.214   | 0,62  | -     |
| Totale                                       | Totale                          | 553.289 | 100   |                                                     | 515.911 | 100   | 45    |

Fonti: Candidati - Liste

#### Provincia di Enna
| Candidati                                    | Candidati                     | Voti    | %     | Liste                    | Voti    | %     | Seggi |
| -------------------------------------------- | ----------------------------- | ------- | ----- | ------------------------ | ------- | ----- | ----- |
|                                              | Cataldo Salerno ✔️ Presidente | 63.632  | 59,77 | Democratici di Sinistra  | 20.907  | 20,13 | 5     |
| La Margherita                                | Cataldo Salerno ✔️ Presidente | 63.632  | 59,77 | 16.477                   | 15,86   | 4     |       |
| Salerno Presidente                           | Cataldo Salerno ✔️ Presidente | 63.632  | 59,77 | 8.965                    | 8,63    | 2     |       |
| Socialisti Democratici Italiani              | Cataldo Salerno ✔️ Presidente | 63.632  | 59,77 | 4.693                    | 4,52    | 1     |       |
| Unione Democratici per l'Europa              | Cataldo Salerno ✔️ Presidente | 63.632  | 59,77 | 3.759                    | 3,62    | 1     |       |
| Partito della Rifondazione Comunista         | Cataldo Salerno ✔️ Presidente | 63.632  | 59,77 | 2.976                    | 2,86    | 1     |       |
| Partito dei Comunisti Italiani               | Cataldo Salerno ✔️ Presidente | 63.632  | 59,77 | 1.181                    | 1,14    | -     |       |
| Italia dei Valori                            | Cataldo Salerno ✔️ Presidente | 63.632  | 59,77 | 1.028                    | 0,99    | -     |       |
| Federazione dei Verdi                        | Cataldo Salerno ✔️ Presidente | 63.632  | 59,77 | 484                      | 0,47    | -     |       |
|                                              | Ugo Grimaldi                  | 41.032  | 38,54 | Forza Italia             | 14.399  | 13,86 | 3     |
| Unione dei Democratici Cristiani e di Centro | Ugo Grimaldi                  | 41.032  | 38,54 | 12.737                   | 12,26   | 3     |       |
| Alleanza Nazionale                           | Ugo Grimaldi                  | 41.032  | 38,54 | 6.161                    | 5,93    | 2     |       |
| Grimaldi Presidente                          | Ugo Grimaldi                  | 41.032  | 38,54 | 3.695                    | 3,56    | 1     |       |
| Azzurri per Grimaldi                         | Ugo Grimaldi                  | 41.032  | 38,54 | 2.464                    | 2,37    | 1     |       |
| Nuovo PSI                                    | Ugo Grimaldi                  | 41.032  | 38,54 | 1.480                    | 1,42    | 1     |       |
| Nuova Sicilia                                | Ugo Grimaldi                  | 41.032  | 38,54 | 1.233                    | 1,19    | -     |       |
|                                              | Claudio Mattina               | 777     | 0,73  | Fronte Sociale Nazionale | 558     | 0,54  | -     |
|                                              | Domenico Antonio Repoli       | 623     | 0,59  | Fiamma Tricolore         | 531     | 0,51  | -     |
|                                              | Armando Piano Del Balzo       | 394     | 0,37  | Il Giustiziere d'Italia  | 154     | 0,15  | -     |
| Totale                                       | Totale                        | 106.458 | 100   |                          | 103.882 | 100   | 25    |

Fonti: Candidati - Liste

#### Provincia di Messina
| Candidati                               | Candidati                        | Voti    | %     | Liste                                        | Voti    | %     | Seggi |
| --------------------------------------- | -------------------------------- | ------- | ----- | -------------------------------------------- | ------- | ----- | ----- |
|                                         | Salvatore Leonardi ✔️ Presidente | 247.106 | 65,38 | Unione dei Democratici Cristiani e di Centro | 67.861  | 18,49 | 8     |
| Forza Italia                            | Salvatore Leonardi ✔️ Presidente | 247.106 | 65,38 | 66.475                                       | 18,11   | 8     |       |
| Alleanza Nazionale                      | Salvatore Leonardi ✔️ Presidente | 247.106 | 65,38 | 57.243                                       | 15,59   | 7     |       |
| Nuovo PSI                               | Salvatore Leonardi ✔️ Presidente | 247.106 | 65,38 | 13.201                                       | 3,60    | 2     |       |
| Nuova Sicilia                           | Salvatore Leonardi ✔️ Presidente | 247.106 | 65,38 | 12.562                                       | 3,42    | 2     |       |
| Patto per la Sicilia                    | Salvatore Leonardi ✔️ Presidente | 247.106 | 65,38 | 12.359                                       | 3,37    | 1     |       |
| Partito Repubblicano Italiano           | Salvatore Leonardi ✔️ Presidente | 247.106 | 65,38 | 9.193                                        | 2,50    | 1     |       |
| Giovani Per...                          | Salvatore Leonardi ✔️ Presidente | 247.106 | 65,38 | 6.343                                        | 1,73    | 1     |       |
| Liberalsocialisti                       | Salvatore Leonardi ✔️ Presidente | 247.106 | 65,38 | 5.410                                        | 1,47    | 1     |       |
| Partito Democratico Cristiano           | Salvatore Leonardi ✔️ Presidente | 247.106 | 65,38 | 5.293                                        | 1,44    | 1     |       |
|                                         | Federico Martino                 | 108.464 | 28,70 | La Margherita                                | 33.226  | 9,05  | 4     |
| Democratici di Sinistra                 | Federico Martino                 | 108.464 | 28,70 | 27.256                                       | 7,43    | 3     |       |
| Unione Democratici per l'Europa         | Federico Martino                 | 108.464 | 28,70 | 8.507                                        | 2,32    | 1     |       |
| Partito della Rifondazione Comunista    | Federico Martino                 | 108.464 | 28,70 | 8.505                                        | 2,32    | 1     |       |
| Italia dei Valori                       | Federico Martino                 | 108.464 | 28,70 | 5.429                                        | 1,48    | 1     |       |
| Socialisti Democratici Italiani         | Federico Martino                 | 108.464 | 28,70 | 4.258                                        | 1,16    | 1     |       |
| Federazione dei Verdi                   | Federico Martino                 | 108.464 | 28,70 | 2.321                                        | 0,63    | -     |       |
| Partito dei Comunisti Italiani          | Federico Martino                 | 108.464 | 28,70 | 1.516                                        | 0,41    | -     |       |
| Partito Socialista Democratico Italiano | Federico Martino                 | 108.464 | 28,70 | 363                                          | 0,10    |       |       |
|                                         | Mariano Calderone                | 13.129  | 3,47  | Lista S.A.L.E.                               | 5.283   | 1,44  | 1     |
| Provincia Punto Freccia                 | Mariano Calderone                | 13.129  | 3,47  | 3.247                                        | 0,88    | 1     |       |
| Patto per la Provincia                  | Mariano Calderone                | 13.129  | 3,47  | 2.576                                        | 0,70    | -     |       |
| Uniti per il Territorio                 | Mariano Calderone                | 13.129  | 3,47  | 2.419                                        | 0,66    | -     |       |
|                                         | Dario Saya                       | 4.078   | 1,08  | Fiamma Tricolore                             | 2.754   | 0,75  | -     |
|                                         | Michele Formica                  | 3.259   | 0,86  | Forza Nuova                                  | 2.488   | 0,68  | -     |
|                                         | Giuseppe Condipodero Marchetta   | 1.918   | 0,51  | Partito Libero                               | 978     | 0,27  | -     |
| Totale                                  | Totale                           | 377.954 | 100   |                                              | 367.066 | 100   | 45    |

Fonti: Candidati - Liste

#### Provincia di Palermo
| Candidati                                    | Candidati                       | Voti    | %     | Liste                                    | Voti    | %     | Seggi |
| -------------------------------------------- | ------------------------------- | ------- | ----- | ---------------------------------------- | ------- | ----- | ----- |
|                                              | Francesco Musotto ✔️ Presidente | 349.796 | 60,34 | Forza Italia                             | 118.749 | 21,28 | 9     |
| Unione dei Democratici Cristiani e di Centro | Francesco Musotto ✔️ Presidente | 349.796 | 60,34 | 93.074                                   | 16,68   | 7     |       |
| Alleanza Nazionale                           | Francesco Musotto ✔️ Presidente | 349.796 | 60,34 | 59.123                                   | 10,60   | 5     |       |
| Patto per la Sicilia                         | Francesco Musotto ✔️ Presidente | 349.796 | 60,34 | 39.503                                   | 7,08    | 3     |       |
| Nuova Sicilia                                | Francesco Musotto ✔️ Presidente | 349.796 | 60,34 | 19.448                                   | 3,49    | 2     |       |
| Partito Repubblicano Italiano                | Francesco Musotto ✔️ Presidente | 349.796 | 60,34 | 8.111                                    | 1,45    | 1     |       |
| Nuovo PSI                                    | Francesco Musotto ✔️ Presidente | 349.796 | 60,34 | 7.091                                    | 1,27    | 1     |       |
| Partito Democratico Cristiano                | Francesco Musotto ✔️ Presidente | 349.796 | 60,34 | 4.577                                    | 0,82    | -     |       |
|                                              | Luigi Cocilovo                  | 211.919 | 36,56 | La Margherita                            | 60.046  | 10,76 | 5     |
| Democratici di Sinistra                      | Luigi Cocilovo                  | 211.919 | 36,56 | 58.086                                   | 10,41   | 5     |       |
| Partito della Rifondazione Comunista         | Luigi Cocilovo                  | 211.919 | 36,56 | 22.223                                   | 3,98    | 2     |       |
| Unione Democratici per l'Europa              | Luigi Cocilovo                  | 211.919 | 36,56 | 15.226                                   | 2,73    | 1     |       |
| Federazione dei Verdi                        | Luigi Cocilovo                  | 211.919 | 36,56 | 11.145                                   | 2,00    | 1     |       |
| Partito dei Comunisti Italiani               | Luigi Cocilovo                  | 211.919 | 36,56 | 7.233                                    | 1,30    | 1     |       |
| Italia dei Valori                            | Luigi Cocilovo                  | 211.919 | 36,56 | 7.096                                    | 1,27    | 1     |       |
| Primavera Siciliana                          | Luigi Cocilovo                  | 211.919 | 36,56 | 5.248                                    | 0,94    | -     |       |
| Socialisti Democratici Italiani              | Luigi Cocilovo                  | 211.919 | 36,56 | 5.062                                    | 0,91    | -     |       |
| Partito Pensionati                           | Luigi Cocilovo                  | 211.919 | 36,56 | 1.653                                    | 0,30    | -     |       |
|                                              | Alessandro Musco                | 11.942  | 2,06  | Liberalsocialisti - Democrazia Cristiana | 7.222   | 1,29  | 1     |
| Nuovo PLI                                    | Alessandro Musco                | 11.942  | 2,06  | 4.031                                    | 0,72    | -     |       |
|                                              | Antonio Migliore                | 4.433   | 0,76  | Fiamma Tricolore                         | 3.345   | 0,60  | -     |
|                                              | Roberto Miranda                 | 1.603   | 0,28  | Movimento Italia Sociale                 | 735     | 0,13  | -     |
| Totale                                       | Totale                          | 579.693 | 100   |                                          | 558.027 | 100   | 45    |

Fonti: Candidati - Liste

#### Provincia di Siracusa
| Candidati                            | Candidati                                 | Voti    | %     | Liste                                        | Voti    | %     | Seggi |
| ------------------------------------ | ----------------------------------------- | ------- | ----- | -------------------------------------------- | ------- | ----- | ----- |
|                                      | Vincenzo Vinciullo Accede al ballottaggio | 107.311 | 49,42 | Unione dei Democratici Cristiani e di Centro | 36.313  | 17,50 | 6     |
| Forza Italia                         | Vincenzo Vinciullo Accede al ballottaggio | 107.311 | 49,42 | 32.826                                       | 15,82   | 6     |       |
| Alleanza Nazionale                   | Vincenzo Vinciullo Accede al ballottaggio | 107.311 | 49,42 | 22.685                                       | 10,93   | 4     |       |
| Democrazia Cristiana                 | Vincenzo Vinciullo Accede al ballottaggio | 107.311 | 49,42 | 15.298                                       | 7,37    | 3     |       |
| Nuova Sicilia                        | Vincenzo Vinciullo Accede al ballottaggio | 107.311 | 49,42 | 8.977                                        | 4,33    | 1     |       |
| Partito Repubblicano Italiano        | Vincenzo Vinciullo Accede al ballottaggio | 107.311 | 49,42 | 1.189                                        | 0,57    | -     |       |
|                                      | Bruno Marziano Accede al ballottaggio     | 104.045 | 47,92 | Democratici di Sinistra                      | 24.672  | 11,89 | 4     |
| La Margherita                        | Bruno Marziano Accede al ballottaggio     | 104.045 | 47,92 | 17.085                                       | 8,23    | 3     |       |
| Unione Democratici per l'Europa      | Bruno Marziano Accede al ballottaggio     | 104.045 | 47,92 | 14.244                                       | 6,86    | 2     |       |
| Lista del Presidente                 | Bruno Marziano Accede al ballottaggio     | 104.045 | 47,92 | 10.845                                       | 5,23    | 2     |       |
| Socialisti Democratici Italiani      | Bruno Marziano Accede al ballottaggio     | 104.045 | 47,92 | 6.546                                        | 3,15    | 1     |       |
| Partito dei Comunisti Italiani       | Bruno Marziano Accede al ballottaggio     | 104.045 | 47,92 | 4.395                                        | 2,12    | 1     |       |
| Partito della Rifondazione Comunista | Bruno Marziano Accede al ballottaggio     | 104.045 | 47,92 | 3.660                                        | 1,76    | 1     |       |
| Federazione dei Verdi                | Bruno Marziano Accede al ballottaggio     | 104.045 | 47,92 | 3.271                                        | 1,58    | 1     |       |
| Italia dei Valori                    | Bruno Marziano Accede al ballottaggio     | 104.045 | 47,92 | 2.459                                        | 1,18    | -     |       |
|                                      | Franco Greco                              | 3.374   | 1,55  | Lista Franco Greco (A)                       | 2.306   | 1,11  | -     |
|                                      | Concetto Santacroce                       | 1.698   | 0,78  | Nuovo PSI (B)                                | 416     | 0,20  | -     |
|                                      | Giuseppe Lombardo                         | 708     | 0,33  | Fiamma Tricolore                             | 370     | 0,18  | -     |
| Totale                               | Totale                                    | 217.136 | 100   |                                              | 207.557 | 100   | 35    |

- La lista contrassegnata con la lettera A è apparentata al secondo turno con il candidato presidente Bruno Marziano.

- La lista contrassegnata con la lettera B è apparentata al secondo turno con il candidato presidente Vincenzo Vinciullo.

Ballottaggio
| Candidati | Candidati                    | Voti    | %      |
| --------- | ---------------------------- | ------- | ------ |
|           | Bruno Marziano ✔️ Presidente | 100.413 | 61,51  |
|           | Vincenzo Vinciullo           | 62.833  | 38,49  |
| Totale    | Totale                       |         | 100,00 |

Fonti: Primo turno, candidati - Liste - Secondo turno - Seggi

#### Provincia di Trapani
| Candidati                            | Candidati                                   | Voti    | %     | Liste                                        | Voti    | %     | Seggi |
| ------------------------------------ | ------------------------------------------- | ------- | ----- | -------------------------------------------- | ------- | ----- | ----- |
|                                      | Baldassare Gucciardi Accede al ballottaggio | 80.881  | 38,37 | Democratici di Sinistra                      | 27.472  | 12,08 | 3     |
| La Margherita                        | Baldassare Gucciardi Accede al ballottaggio | 80.881  | 38,37 | 21.377                                       | 9,40    | 3     |       |
| Progetto e Riforme                   | Baldassare Gucciardi Accede al ballottaggio | 80.881  | 38,37 | 9.324                                        | 4,10    | 1     |       |
| Socialisti Democratici Italiani      | Baldassare Gucciardi Accede al ballottaggio | 80.881  | 38,37 | 7.584                                        | 3,34    | 1     |       |
| Partito della Rifondazione Comunista | Baldassare Gucciardi Accede al ballottaggio | 80.881  | 38,37 | 4.055                                        | 1,78    | 1     |       |
| Federazione dei Verdi                | Baldassare Gucciardi Accede al ballottaggio | 80.881  | 38,37 | 3.893                                        | 1,71    | -     |       |
| Partito dei Comunisti Italiani       | Baldassare Gucciardi Accede al ballottaggio | 80.881  | 38,37 | 2.757                                        | 1,21    | -     |       |
|                                      | Giulia Adamo Accede al ballottaggio         | 115.023 | 31,79 | Unione dei Democratici Cristiani e di Centro | 39.040  | 17,17 | 7     |
| Forza Italia                         | Giulia Adamo Accede al ballottaggio         | 115.023 | 31,79 | 30.758                                       | 13,53   | 6     |       |
| Nuova Sicilia                        | Giulia Adamo Accede al ballottaggio         | 115.023 | 31,79 | 23.805                                       | 10,47   | 5     |       |
| Nuovo PSI                            | Giulia Adamo Accede al ballottaggio         | 115.023 | 31,79 | 11.118                                       | 4,89    | 2     |       |
| Partito Repubblicano Italiano        | Giulia Adamo Accede al ballottaggio         | 115.023 | 31,79 | 6.641                                        | 2,92    | 1     |       |
|                                      | Giuseppe Bongiorno                          | 42.960  | 29,85 | Libertà                                      | 17.725  | 7,80  | 2     |
| Alleanza Nazionale                   | Giuseppe Bongiorno                          | 42.960  | 29,85 | 16.115                                       | 7,09    | 2     |       |
| Patto per la Sicilia                 | Giuseppe Bongiorno                          | 42.960  | 29,85 | 3.924                                        | 1,73    | 1     |       |
| Fiamma Tricolore                     | Giuseppe Bongiorno                          | 42.960  | 29,85 | 1.758                                        | 0,77    | -     |       |
| Totale                               | Totale                                      | 238.864 | 100   |                                              | 227.346 | 100   | 35    |

Ballottaggio
| Candidati | Candidati                  | Voti    | %      |
| --------- | -------------------------- | ------- | ------ |
|           | Giulia Adamo ✔️ Presidente | 100.381 | 52,68  |
|           | Baldassare Gucciardi       | 90.182  | 47,32  |
| Totale    | Totale                     |         | 100,00 |

Fonti: Primo turno, candidati - Liste - Secondo turno - Seggi